# Martha Graham
Martha Graham (ur. 11 maja 1894 w Pittsburghu, zm. 1 kwietnia 1991 w Nowym Jorku) – amerykańska tancerka, choreograf i pedagog. Uznawana za jedną z najważniejszych postaci wśród prekursorów współczesnego tańca. 

## Dzieciństwo i młodość
Martha Graham była córką neurologa, któremu zawdzięczała wiadomości o czynnościach układu nerwowego oraz o jego roli w motoryce człowieka. Ojciec nie pochwalał jej zamiłowania do muzyki i teatru, toteż dopiero po jego śmierci wstąpiła w 1916 do Denishawn School of Dancing and Related Arts. Najważniejszym nauczycielem Marthy Graham był Ted Shawn, a jej głównym partnerem – Charles Weidman. Opieka Shawna wpłynęła na formowanie się jej nieco szorstkiej, kanciastej, pozbawionej kobiecego wdzięku osobowości. Po opuszczeniu grupy Denishawn, żeby zarobić pieniądze na założenie własnego zespołu, występowała jako solistka w teatrach rewiowych. Otrzymanie pracy w Eastman School of Music w Nowym Jorku w 1925 umożliwiło jej samodzielną pracę badawczą nad ruchem tanecznym.

## Taniec

### Praca nad ruchem tanecznym
Zaczęła od obserwacji ruchów własnego ciała. Za podstawę tańca przyjęła effort (dosłownie: wysiłek, ale pojęty szerzej jako źródło ruchu) i ciągłe współdziałanie dwóch naprzemiennych czynników: contraction (skurczenie i sprężenie), które następuje w mięśniach brzucha (ich skurcz) przy równoczesnym rozciąganiu mięśni odcinka lędźwiowego i release (wydłużenie ruchu) mięśni brzucha. Tu sytuacja jest odwrotna i rozciągane są mięśnie brzuszne z jednoczesnym napięciem mięśni lędźwiowo-piersiowych. Stworzyła elewacje, czyli sposób unoszenia korpusu w siadzie i na stojąco. 
Dużą wagę przywiązywała do oddechu zakładając, że ruch, gest stanowią jego kontynuację, są mu podporządkowane. 

### Sposoby upadków
Wykorzystała również opozycje upadków ze wstaniem. W technice, jaką stworzyła punktem wyjścia był środek ciała, czyli miednica. Ruch natomiast zawsze musiał wyrażać emocje, uczucia i inne stany człowieka. Wprowadziła swoją terminologię (używaną później na całym świecie): floor work, gdy podłoga stanowiła tzw. drążek dla tancerza, który najczęściej w siadzie lub klęku wykonuje w wolnym tempie rozciąganie uelastyczniając mięśnie; centre work, czyli rozwijanie i odnajdywanie własnego środka ciężkości ciała, którym jest miednica, oraz wzmacnianie kończyn i mięśni pleców; moving in space polegający na koordynacji ruchu w przestrzeni jak również zdobywaniu umiejętności konfrontacji ciała z przestrzenią otaczającą go. Ważną sprawą stała się też dla niej ciągłość ruchów i plastyczna dynamika ciała, traktowanego jako bryła, która może poruszać się nie tylko w pozycji pionowej, lecz także leżącej, klęczącej czy siedzącej. Zalecała taniec boso, do ćwiczeń wkładała obcisły czarny trykot, sięgający do połowy łydki; stał się on ćwiczebnym ubiorem współczesnych tancerzy.

### Filozofia tańca
Martha Graham stworzyła też własną filozofię tańca. Uważała, że jego treścią nie może być subiektywny świat wzruszeń i przeżyć, lecz jego zobiektywizowana forma zewnętrzna. Ruchy powinny być jakby „stenogramem” wewnętrznego monologu, przekazem myśli i uczuć, a ponieważ nie wszystkie ludzkie uczucia są piękne, więc ich przykazy ruchowe nie mogą być zawsze banalnie „ładne”, miłe dla oka. Sądziła, że tancerka nie powinna być dla widzów baśniowym zjawiskiem, uroczą wróżką czy romantyczną zjawą, ale cząstką ludzkości, emanacją ludzkiej istoty i tego, co jest w niej głęboko ukryte. Każda kompozycja wymaga, zatem nowych środków wyrazu, czerpanych z ruchów naturalnych, które mogą stać się bardziej wzmożone, intensywne, czasem nawet zdeformowane.

### Inscenizacja
Przy inscenizacji Graham dążyła do wyeksponowania ruchu i oczyszczenia go z wszelkiej zbędnej ornamentyki. Tło stanowiła pusta scena, której przestrzeń organizują nieliczne często rzeźbiarskie, elementy dekoracyjne, jednobarwny horyzont, zmienne światła i kostium współgrający z ruchami tancerzy.

## Okresy twórczości
W twórczości Marthy Graham zarysowały się różne etapy. W początkowym okresie (1925-1927) pozostawała jeszcze pod wpływami orientalizmu Ruth Saint-Denis. W 1927 założyła istniejącą do dziś szkołę w Nowym Jorku: Martha Graham Dance Company. Okres krystalizowania się i wcielania w życie jej teorii przypada na lata 1928-1938. Na początku lat trzydziestych, sięgając do źródeł tańca ludowego w Ameryce, do folkloru Indian amerykańskich i brazylijskich, stworzyła Prymitywne misteria, Pokutnika oraz nawiązała do przeszłości Ameryki w kompozycjach: Amerykański dokument, List do świata według tekstu amerykańskiej poetki Emily Dickinson i Wiosna w Appalachach. W każdej z nich wprowadzała nowe środki wyrazu. Po II wojnie światowej Graham skoncentrowała się na symbolice, poszukiwaniu postaci będących symbolami wiecznie żywych ludzkich uczuć i ideałów. Znajdowała je w mitologii oraz literaturze greckiej, ożywiała w swych utworach Medeę w Jaskini serca, Edypa i Jokastę w Nocnej podróży oraz inne postaci, których imiona dały tytuły spektaklom: Klitajmestra, Alcesta i Fedra. Ta późniejsza twórczość rozwijała się już raczej w ramach ustalonych zasad, bez nowatorskich odkryć. Stawiała ona Marthę Graham w rzędzie klasyków tańca nowoczesnego. 
Wkład Marthy Graham w formowanie się tego kierunku jest olbrzymi. Główną jej zasługą jest jednak opracowanie zasad i metody nauczania nowej techniki, stale wzbogacanej i rozwijanej w jej szkole nowojorskiej.
Taniec nowoczesny, nauczany w szkołach, college'ach i na uniwersytetach, rozpowszechnił się szeroko w Stanach Zjednoczonych. Do Europy dotarł dopiero po II wojnie światowej.